# Rambam (tidsskrift)
Rambam et dansk fagvidenskabeligt tidsskrift der omhandler dansk-jødisk historie.
Det er opkaldt efter Maimonides.
Det tidligste nummer er fra 1992. Seneste nummer er fra 2020.
Ansvarshavende redaktør er Cecilie Speggers Schrøder Simonsen.
Digitaliserede artikler i årgange fra og med 2008 er tilgængelig fra tidsskrift.dk.
Katrine Hassenkam Zoref, Margit Warburg og Bent Blüdnikow har været blandt de flittige bidragyderne til tidsskriftet, 
mens Erik Høgh-Sørensen har stået for et par anmeldelser.
Blandt emnerne der har været behandlet i Rambam er Theresienstadt og skuespillet Indenfor murene.
Rambam har niveau 1 på Den bibliometriske forskningsindikator (BFI).
- Bella og Hanna. M.L. Nathansons ældste døtre, C.W. Eckersbergs maleri fra 1820 var på forsiden af tidsskriftets årgang 28.
- Udsigt fra kunstnerens altan, Sortedams Dosseringen af Paul Fischer var på forsiden af årgang 27.
- Mindeplade for Georg Ferdinand Duckwitz omtalt i en artikel.[3]